# Alaksiej Hauryłowicz
Alaksiej Wiktarawicz Hauryłowicz, biał. Аляксей Віктаравіч Гаўрыловіч, ros. Алексей Викторович Гаврилович (ur. 5 stycznia 1990 w Pińsku) – białoruski piłkarz grający na pozycji obrońcy. Obecnie jest zawodnikiem FK Homel.

## Kariera
Hauryłowicz jest wychowankiem Dynamy Mińsk. Do kadry pierwszego zespołu dołączył w 2008 roku. W rozgrywkach Wyszejszajej lihi zadebiutował 8 listopada 2009 w meczu przeciwko Dniapro Mohylew (5:2). Od 12 marca do 31 grudnia 2012 przebywał na wypożyczeniu w Naftanie Nowopołock. 31 stycznia 2013 odszedł na zasadzie wolnego transferu do FK Homel.

### Kariera reprezentacyjna
Hauryłowicz reprezentował białoruskie reprezentacyjne kategorie do lat 19, 20 i 21. W 2012 roku został powołany do kadry U-23 na Igrzyska Olimpijskie w Londynie. Wystąpił na nich w jednym spotkaniu - w przegranym 1:3 meczu fazy grupowej przeciwko Brazylii.